# Machine-Gun Kelly
Machine-Gun Kelly is een Amerikaanse misdaadfilm uit 1958 onder regie van Roger Corman. De film werd destijds in Nederland uitgebracht onder de titel Stengun Kelly.

## Verhaal
De crimineel George Kelly laat zich opjutten door zijn ambitieuze vriendinnetje Flo. Hij ontvoert de dochter van een rijke zakenman. De politie houdt een klopjacht op hem en zijn plannen lopen mis.

## Rolverdeling
| Acteur              | Personage            |
| ------------------- | -------------------- |
| Charles Bronson     | George R. Kelly      |
| Susan Cabot         | Flo Becker           |
| Morey Amsterdam     | Michael Fandango     |
| Richard Devon       | Apple                |
| Jack Lambert        | Howard               |
| Frank DeKova        | Harry                |
| Connie Gilchrist    | Ma Becker            |
| Wally Campo         | Maize                |
| Barboura Morris     | Lynn Grayson         |
| Lori Martin         | Sherryl Vito         |
| George Archambeault | Frank                |
| Robert Griffin      | Andrew Vito          |
| Michael Fox         | Rechercheur Clinton  |
| Larry Thor          | Rechercheur Drummond |
| Shirley Falls       | Martha               |